# Petilampa
Petilampa là một chi bướm đêm thuộc họ Noctuidae.